# Бій біля Великої Любаші
Бій біля Великої Любаші між німецьким каральним загоном і сотнями УПА «Цигана» (сотник Цинко Павло Максимович) та «Бурі» (сотник Регеза Олександр Петрович) відбувся 14 травня 1943.

## Історія
14 травня 1943 німецький каральний загін оточив село Велика Любаша з метою його знищення. Німецькі карателі почали палити хати й розстрілювати населення села.
Проте, несподівано для німців на них напали дві сотні УПА, сотня «Цигана» під проводом сотника Цинка Павла Максимовича та сотня «Бурі» під проводом сотника Регези Олександра Петровича, що дислокувалися на той час у навколишніх лісах. Зав'язався запеклий бій, у якому повстанці спалили 11 німецьких авто та знищили близько 35 карателів. У цьому бою особливо відзначились Трохимчук Іван Андрійович та Мельник Анастасій Садкович, чий внесок у знищення живої сили противника є найбільшим.
В результаті бою бійці УПА захопили два ящики гранат, але, найголовніше, вони врятували мешканців села Велика Любаша від повного знищення німецьким каральним загоном.
Після надходження до гітлерівських військ підкріплення з Костополя, повстанці відступили.

## Battle of Laskov
Цей бій доводить, що загони УПА були чи не єдиним захистом мирного українського населення від свавілля в роки німецької окупації. Часто люди самі організовували загони самозахисту, які згодом вливалися в загони УПА. Відповідно, УПА мала велику народну підтримку в часи Другої світової війни та після неї, у період боротьби з радянською владою.